# Hauke
Hauke (von Hauke, de Hauke), o Haucke pode se referir a:
- Hauke-Bosak[1]
  - em alemão:  Graf (Johann) "Hans" Moritz von Hauke, em polonês/polaco:  Jan Maurycy Hauke (1775, Seifersdorf – 1830, Warszawa), um soldado profissional alemão
    - Julia (Theresia Salomea) von Hauke (1825 – 1895), a esposa do Príncipe Alexander de Hesse e do Reno
- Tobias (Constantin) Hauke (* 1987, Hamburgo), um jogador de hóquei sobre a grama alemão